# سان مارتين دي لييمانا
بلدية سانت مارتي دي ييمينا (بالكاتالانية: Sant Martí de Llémena) هي بلدية تقع في مقاطعة جرندة التابعة لمنطقة كتالونيا شمال شرق إسبانيا.

## الديموغرافيا
بلغ عدد سكان بلدية سان مارتين دي لييمانا 591 نسمة عام 2011 (وفقاً للمعهد الوطني الإسباني للإحصاء).
| 372 | 463 | 475 | 526 | 527 | 545 | 591 |

## أعلام
- خوسيه بويغ بويغ